# Đường cao tốc Cao Lãnh – Vàm Cống
Đường cao tốc Cao Lãnh – Vàm Cống (ký hiệu toàn tuyến là CT.02, hiện nay được gọi tạm là Quốc lộ N2B) là một đoạn đường cao tốc thuộc hệ thống đường cao tốc Bắc – Nam phía Tây nối Đồng Tháp với Cần Thơ, có điểm đầu tuyến giao với đường cao tốc Mỹ An – Cao Lãnh và Quốc lộ 30 tại nút giao An Bình thuộc phường Mỹ Trà, tỉnh Đồng Tháp và điểm cuối tuyến giao với tuyến tránh thành phố Long Xuyên tại nút giao Lộ Tẻ thuộc xã Vĩnh Trinh, thành phố Cần Thơ, kết nối Quốc lộ 80 và Quốc lộ 91.
Đoạn tuyến dài 29 km, trong đó đoạn qua Đồng Tháp dài 25 km và đoạn qua Cần Thơ dài 4 km, được thiết kế với quy mô mặt cắt ngang rộng 26,5m gồm 6 làn xe chạy và 2 làn dừng khẩn cấp, tốc độ thiết kế 100km/h; phân kỳ đầu tư giai đoạn 1 rộng 20,6m gồm 4 làn xe chạy và 2 làn dừng khẩn cấp (hiện 2 làn này tạm cho xe máy chạy do tuyến chưa có đường gom), tốc độ thiết kế là 80 km/h. Tuyến được đưa vào sử dụng vào tháng 5 năm 2018. Hiện tại, tuyến đường đang được xây dựng đường gom 2 bên và nâng cấp lên tiêu chuẩn cao tốc, dự kiến hoàn thành trước 31/12/2025. Khi đó, phà Vàm Cống và phà Cao Lãnh sẽ phục vụ cho xe máy đi qua đôi bờ sông Tiền, sông Hậu ven tuyến đường này và xe máy sẽ bị cấm lên cầu Vàm Cống và cầu Cao Lãnh

## Chi tiết tuyến đường

### Làn xe
- 4 làn xe và 2 làn dừng khẩn cấp (2 làn này tạm cho xe máy chạy).

### Chiều dài
- Toàn tuyến: 29 km

### Tốc độ giới hạn
- Tối đa 80 km/h, tối thiểu 60 km/h.

## Lộ trình chi tiết
- IC - Nút giao, JCT - Điểm lên xuống, SA - Khu vực dịch vụ (Trạm dừng nghỉ), TN - Hầm đường bộ, TG - Trạm thu phí, BR - Cầu
- Đơn vị đo khoảng cách là km.

| Số                                                   | Tên                                                  | Khoảng cách từ đầu tuyến                             | Kết nối                                              | Ghi chú                                              | Vị trí                                               | Vị trí                                               |
| Kết nối trực tiếp với Đường cao tốc Mỹ An – Cao Lãnh | Kết nối trực tiếp với Đường cao tốc Mỹ An – Cao Lãnh | Kết nối trực tiếp với Đường cao tốc Mỹ An – Cao Lãnh | Kết nối trực tiếp với Đường cao tốc Mỹ An – Cao Lãnh | Kết nối trực tiếp với Đường cao tốc Mỹ An – Cao Lãnh | Kết nối trực tiếp với Đường cao tốc Mỹ An – Cao Lãnh | Kết nối trực tiếp với Đường cao tốc Mỹ An – Cao Lãnh |
| ---------------------------------------------------- | ---------------------------------------------------- | ---------------------------------------------------- | ---------------------------------------------------- | ---------------------------------------------------- | ---------------------------------------------------- | ---------------------------------------------------- |
| 1                                                    | IC An Bình                                           | 0.0                                                  | Quốc lộ 30                                           | Đầu tuyến đường cao tốc                              | Đồng Tháp                                            | Mỹ Trà                                               |
| BR                                                   | Cầu Đình Trung                                       | ↓                                                    |                                                      | Vượt sông Đình Trung                                 | Đồng Tháp                                            | Ranh giới Mỹ Trà – Cao Lãnh                          |
| BR                                                   | Cầu Linh Sơn                                         | ↓                                                    |                                                      | Vượt sông Cao Lãnh                                   | Đồng Tháp                                            | Cao Lãnh                                             |
| BR                                                   | Cầu Tịnh Thới                                        | ↓                                                    |                                                      |                                                      | Đồng Tháp                                            | Cao Lãnh                                             |
| 2                                                    | IC Tịnh Thới                                         |                                                      | Đường Tân Việt Hòa                                   |                                                      | Đồng Tháp                                            | Cao Lãnh                                             |
| BR                                                   | Cầu Cao Lãnh                                         | ↓                                                    |                                                      | Vượt sông Tiền                                       | Đồng Tháp                                            | Ranh giới Cao Lãnh – Mỹ An Hưng                      |
| 3                                                    | IC Tân Mỹ                                            |                                                      | Đường tỉnh 849                                       |                                                      | Đồng Tháp                                            | Mỹ An Hưng                                           |
| SA                                                   | Trạm dừng nghỉ Nguyễn Bình                           |                                                      |                                                      | Hướng đi Cao Lãnh                                    | Đồng Tháp                                            | Lấp Vò                                               |
| BR                                                   | Cầu Lấp Vò                                           | ↓                                                    |                                                      | Vượt kênh Lấp Vò và Quốc lộ 80                       | Đồng Tháp                                            | Lấp Vò                                               |
| 4                                                    | IC Quốc lộ 80                                        |                                                      | Quốc lộ 80                                           |                                                      | Đồng Tháp                                            | Lấp Vò                                               |
| 5                                                    | IC Quốc lộ 54                                        |                                                      | Quốc lộ 54                                           |                                                      | Đồng Tháp                                            | Lai Vung                                             |
| BR                                                   | Cầu Vàm Cống                                         | ↓                                                    |                                                      | Vượt sông Hậu                                        | Ranh giới Đồng Tháp – Cần Thơ                        | Ranh giới Đồng Tháp – Cần Thơ                        |
| 6                                                    | IC Lộ Tẻ                                             |                                                      | Quốc lộ 80 Quốc lộ 91 (Tuyến tránh Long Xuyên)       | Cuối tuyến đường cao tốc                             | Cần Thơ                                              | Vĩnh Trinh                                           |
| Kết nối trực tiếp với Đường cao tốc Lộ Tẻ – Rạch Sỏi |                                                      |                                                      |                                                      |                                                      |                                                      |                                                      |
| 1.000 mi = 1.609 km; 1.000 km = 0.621 mi             |                                                      |                                                      |                                                      |                                                      |                                                      |                                                      |